# Stadtgarten (Winterthur)

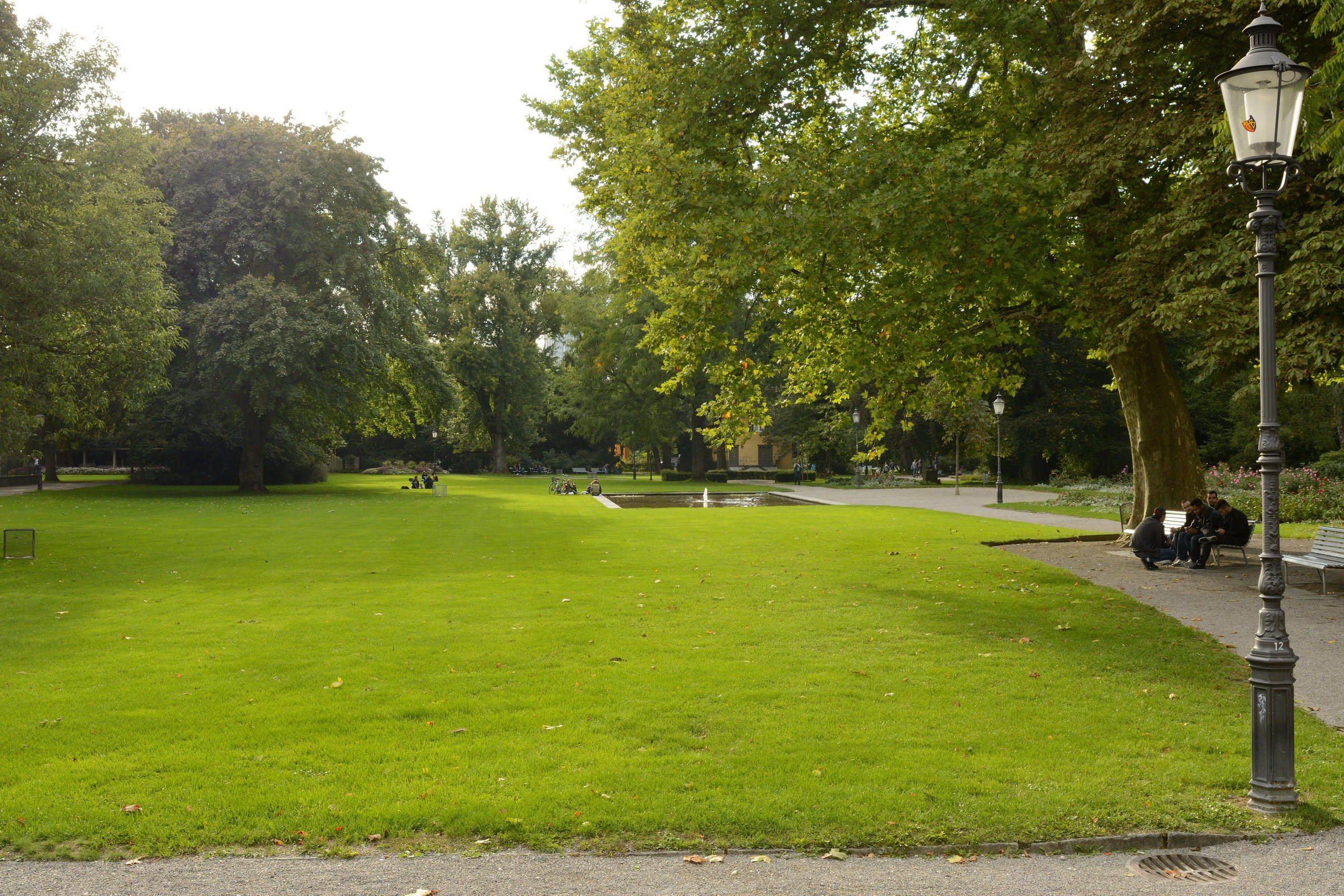
Der Stadtgarten von Osten her gesehen

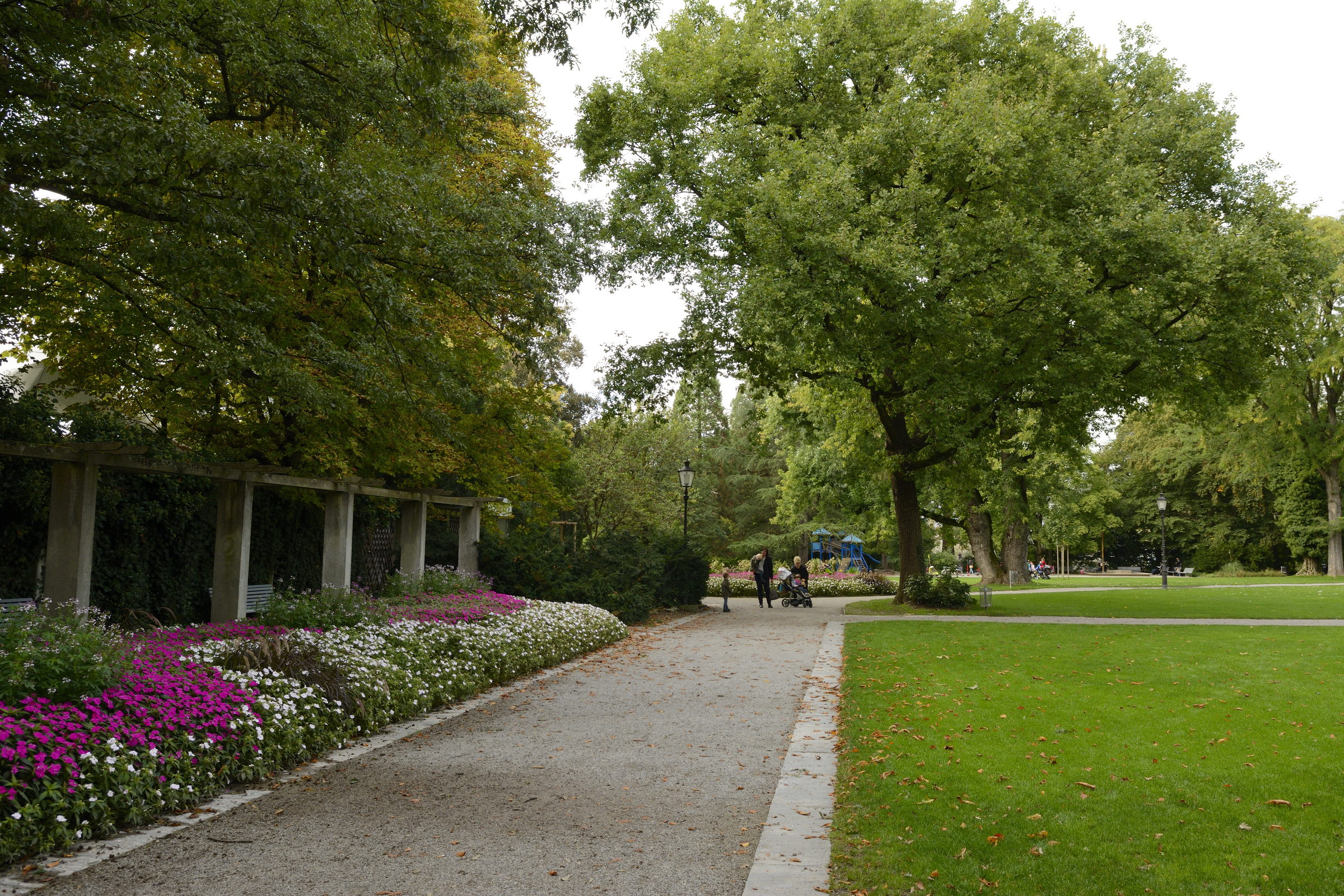
Zugang zum Park von Stadthausstrasse her, mit Pergola auf der rechten Seite

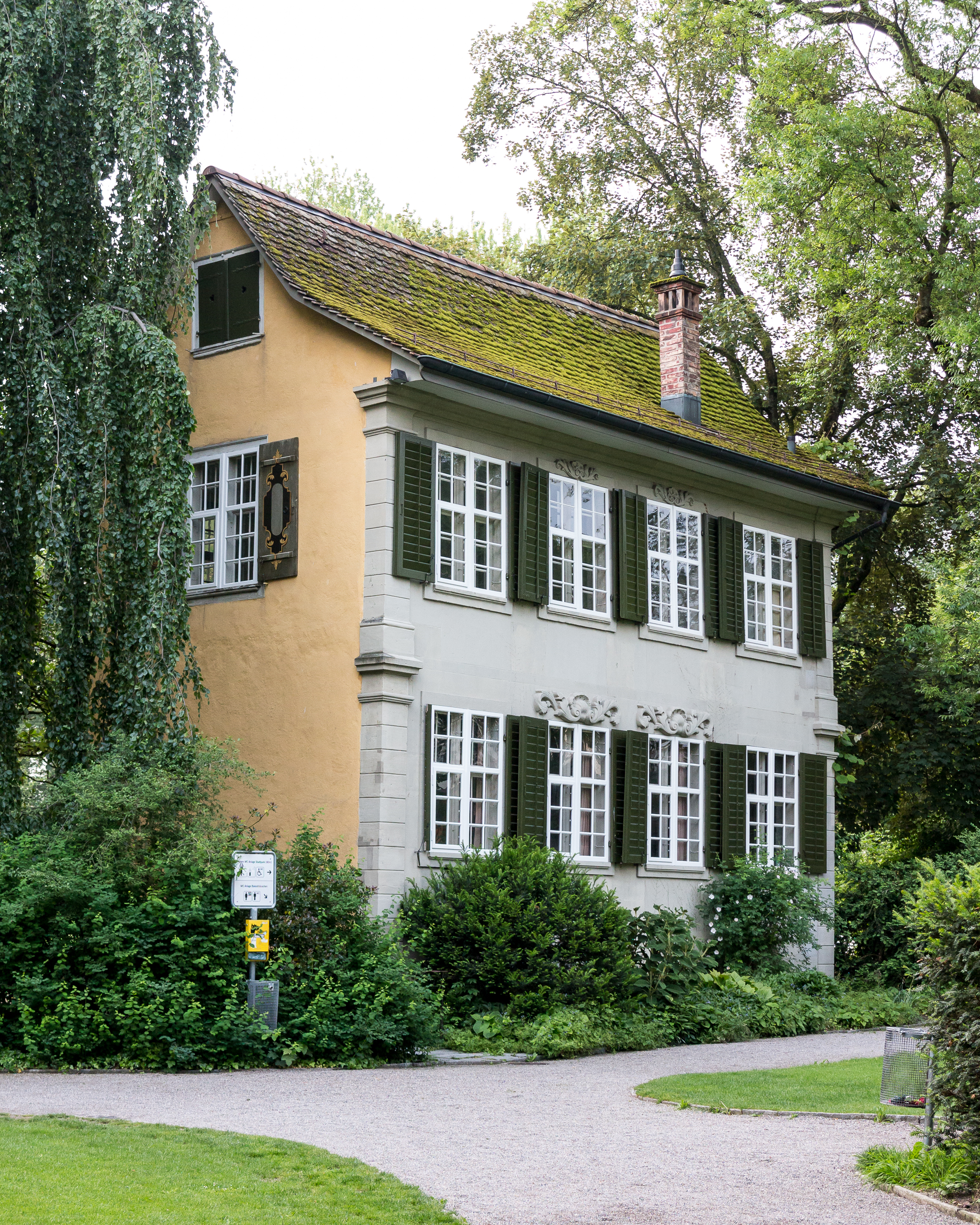
Das Barockhäuschen

Der Stadtgarten ist ein Stadtpark im Zentrum Winterthurs. Er erstreckt sich über eine Fläche von 22'743 m² ist mit seiner Lage direkt neben der Altstadt der am zentralsten gelegene Park der Stadt.

## Lage
Der Stadtgarten ist Teil des Grüngürtels, der das historische Zentrum von Winterthur umzieht. Er liegt nördlich der historischen Altstadt zwischen der Stadthaus- und Museumstrasse – wobei er nur an einer Teilstelle bis zur Stadthausstrasse reicht. An anderer Stelle liegen zwischen Stadtgarten und Stadthausstrasse unter anderem das Museum Oskar Reinhart und das Sommertheater. Auf der Westseite wird der Park durch den Merkurplatz abgeschlossen und an östlicher Seite reicht der Park bis zum Altstadt-Schulhaus.

## Aufbau
Der Park selbst wird von Kieswegen durchzogen und ist neben weiten Rasenflächen locker mit Bäumen und Blumenrabatten bepflanzt, einzig gegen die Museumstrasse hin ergibt sich mit einer dichteren Bepflanzung eine gewollte Abgrenzung zur Strasse hin. Im Park wachsen einige seltenere Baumarten wie Mammutbäume, eine Schlitzblättrige Buche, ein Zuckerahorn und eine seltene Rosskastanie. Zentrales Gestaltungselement im Park ist ein Wasserbecken, das sich von der Altstadt her gesehen hinter dem Museum Oskar Reinhart befindet. Ebenfalls markant ist das Haus zum Balustergarten, auch «Barockhäuschen» genannt, das einen kleineren Teil des Parks vom Rest abtrennt. Auch ein Spielplatz ist Teil des Stadtparks.

## Geschichte
Das Areal rund um den heutigen Stadtgarten befand sich ursprünglich ausserhalb der Stadtmauern. Wohlhabende Winterthurer Bürger legten dort private Lustgärten an, die ihnen als Naherholungsraum dienten. Heute erinnert das 1740 erstellte Haus zum Balustergarten, respektive «Barockhäuschen» noch an diese frühere Nutzung.
Nachdem die Befestigungsmauern und Tore geschleift waren, kaufte die Stadt die Gartenparzellen der Familien Sulzer und Busch, um das Land etwaigen Spekulanten zu entziehen. Das Land diente der Stadt als Baureserve. 1899 gelangte der Verkehrs- und Verschönerungs-Verein Winterthur und Umgebung an die städtische Verkehrskommission und schlug vor, die beiden ehemaligen Gärten zu einem öffentlichen Park umzugestalten. Die Verkehrskommission sprach sich einstimmig für den Vorschlag aus. Die Stadt gab jedoch im Jahr 1900 nur die Buschparzelle für die öffentliche Nutzung frei. Der ehemalige Sulzergarten hingegen behielt sie aus Kostengründen für sich und verpachtete das Land an die städtische Armenpflege, die dort Gemüse anbaute.
Der Verschönerungsverein seinerseits wertete nun den kleinen «Buschgarten» mit privat finanzierten Ruhebänkchen auf, legte Wege an und liess ihn einfrieden und pflanzte neue Bäume. Der Park zog Personen aus der Winterthurer Mittelschicht an, die sich aber beim Flanieren am ästhetisch bescheidenen Anblick des benachbarten städtischen Gartens störten. Deshalb stellte der Verkehrsverein abermals ein Gesuch zur «Umwandlung des sog. Busch- und Sulzergartens in eine öffentliche Anlage», die das Bauamt fortan als «Stadtgarten» bezeichnete, was sich dann auch als offizieller Name einbürgerte.
1902 erfolgt eine erste Neuanlage des Gartens nach den Plänen der Gartenarchitekten Gebrüder Mertens. Der Stadtgarten blieb die nächsten Jahre in dieser Form bestehen. Mitten im Ersten Weltkrieg liess der Winterthurer Bund abstinenter Frauen im Stadtgarten ein Milchhäuschen errichten. Es war das zweite Gebäude dieser Art in Winterthur und der Schweiz. Dort konnten Männer, Frauen und Schulkinder günstig ein Glas warme Milch beziehen, ohne dafür in ein Wirtshaus gehen zu müssen. Während der Anbauschlacht des Zweiten Weltkrieges wurde auch der Stadtgarten als Kartoffel- und Gemüseacker gebraucht. Diese Umnutzung führte dazu, dass sich der Stadtgarten nach dem Zweiten Weltkrieg in einem mehrheitlich verwahrlosten Zustand befand. Gleichzeitig hatte die Stadt zwischenzeitlich auch das Areal rund um das Gebäudeensemble Strauss - Rheinfels und das Merz-Rieter-Gut erworben, womit eine Westerweiterung möglich wurde.
Anlass zur Planung einer Neugestaltung des Stadtgartens im Jahr 1946 gab das gleichzeitig sich im Umbau befindliche ehemalige Knabengymnasium. Dieses sollte ursprünglich bereits 1948 als Museum Oskar Reinhart wiedereröffnet werden. Die Bauarbeiten verzögerten sich jedoch, weshalb man sich auch für den Stadtgarten länger Zeit lassen konnten. Im ausgeschriebenen Projektwettbewerb überzeugten die Pläne des Zürcher Landschaftsarchitekten Walter Leder. Der neugestaltete Park konnte 1952 an die Bevölkerung übergeben werden.
Der Stadtgarten und der Merkurplatz gehören mittlerweile zu den wichtigsten zentralen Freiräumen der Stadt. Aufgrund des starken Bevölkerungswachstums veränderten sich aber auch die Nutzungsbedürfnisse an den Stadtgarten. Ebenfalls strebte die Stadt eine Öffnung und stärkere Verbindung zum benachbarten Merkurplatz an, der in den 1990er- und frühen 2000er-Jahren als Drogenumschlagplatz vermehrt in die öffentliche Kritik geriet. 2010 liess die Stadt deshalb eine Testplanung für eine Neugestaltung des Stadtgartens samt Merkurplatz und dem Areal rund um das Altstadtschulhaus anfertigen. Die Umsetzung hätte bereits auf die 750-Jahr-Feier des Stadtrechtsbriefes im Jahr 2014 erfolgen sollen, was jedoch aus finanziellen Gründen nicht geschah. 2021 erhielt die Stadt Winterthur rund 3,7 Millionen Franken von der Zürcher Kantonalbank (ZKB) zu ihrem 150-Jahr-Jubiläum eine Jubiläumsdividende zugesprochen. Das Stadtparlament fasste darauf den Beschluss, das gesamte Geld in die Gesamtsanierung des Stadtgartens zu investieren. Damit ist der Grossteil des 4.9. Millionen teuren Sanierungsprojekts finanziert. Die Sanierung soll von 2024 bis 2026 erfolgen.

## Kunst im Stadtgarten
1931 und 1932 erhielt der Stadtgarten mit den im Jahr 1930 durch den Kunstverein Winterthur erworbenen Bronzefiguren «Mädchen mit erhobenen Armen» und «Mädchen» von Hermann Haller neue Schmuckstücke. 1965 erhielt die Stadt Winterthur anlässlich der Gedenkfeier zum 80. Geburtstag des verstorbenen Mäzens Oskar Reinhart die 1942 vom deutschen Bildhauer Gerhard Marcks geschaffene Bronzeplastik «Maja» als Schenkung überreicht. Dem Wunsch von Oskar Reinhart entsprechend fand sie ihren Platz neben dem Museumsgebäude.